# Supersemar

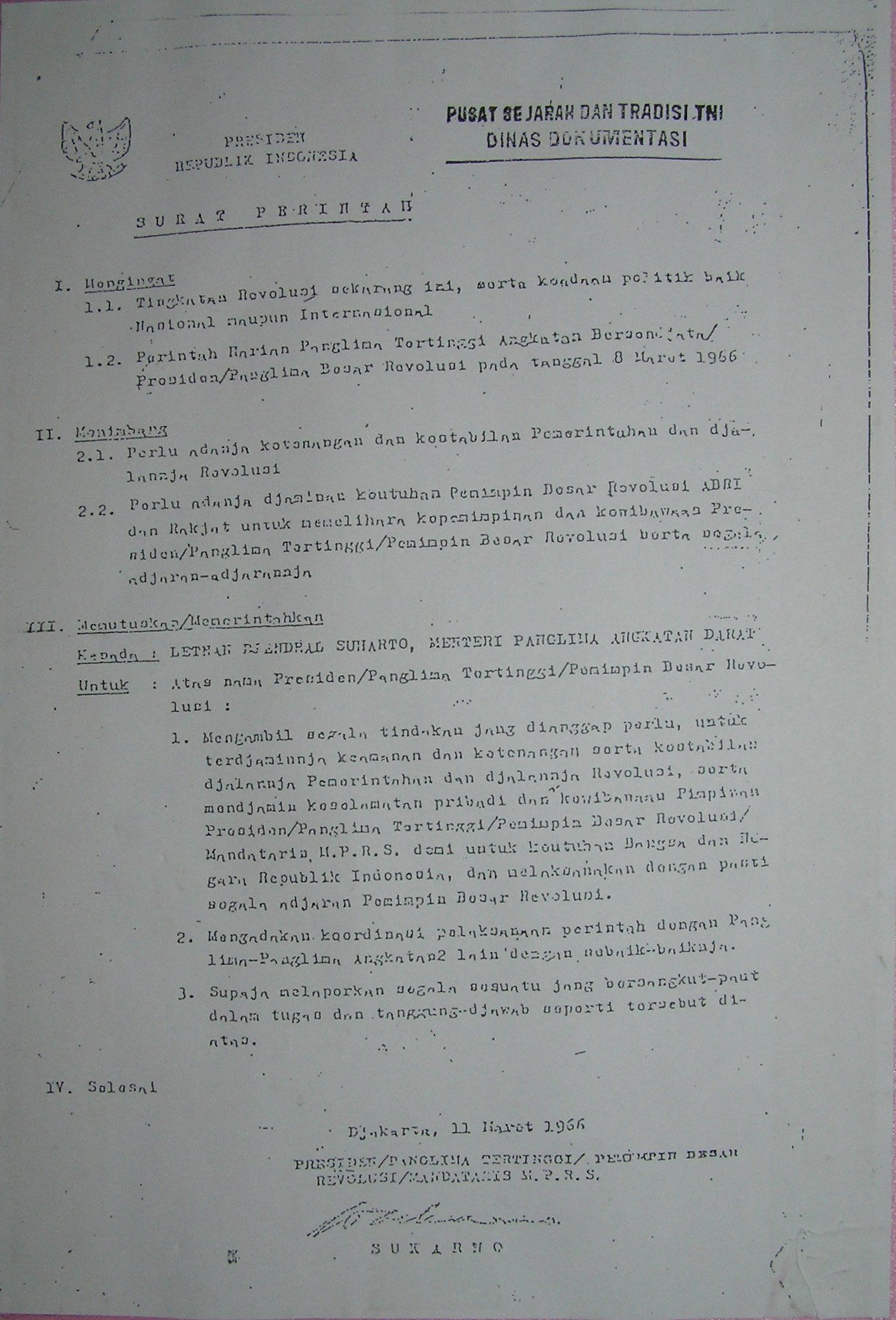
Das Dokument

Supersemar (Abkürzung für Surat Perintah Sebelas Maret, auf Deutsch 11.-März-Befehl) war ein am 11. März 1966 angeblich vom indonesischen Staatspräsidenten Sukarno unterzeichnetes Dekret, das Generalleutnant Suharto die Ermächtigung gab, alle Maßnahmen zu ergreifen, um nach dem gescheiterten Putschversuch vom 30. September 1965 für Ordnung zu sorgen. Rückblickend betrachtet wird der Supersemar-Befehl als Wendepunkt in der Geschichte Indonesiens angesehen, der die Macht von Sukarno auf Suharto übertrug. 1966 wurde Sukarno entmachtet und 1967 wurde nach einem Jahr Übergangszeit Suharto endgültig Präsident und damit der alleinige Machthaber.